# Злыхино
Злыхино — деревня в Зарайском районе Московской области, в составе муниципального образования сельское поселение Гололобовское (до 28 февраля 2005 года входила в состав Гололобовского сельского округа).

## География
Злыхино расположено на севере района, в 7 км на юго-восток от Зарайска. У деревни протекает река Ямна левый приток реки Осётрик, высота центра деревни над уровнем моря — 155 м.

## Население
| 2002 | 2006 | 2010 |
| ---- | ---- | ---- |
| 12   | ↘9   | ↘6   |

## История

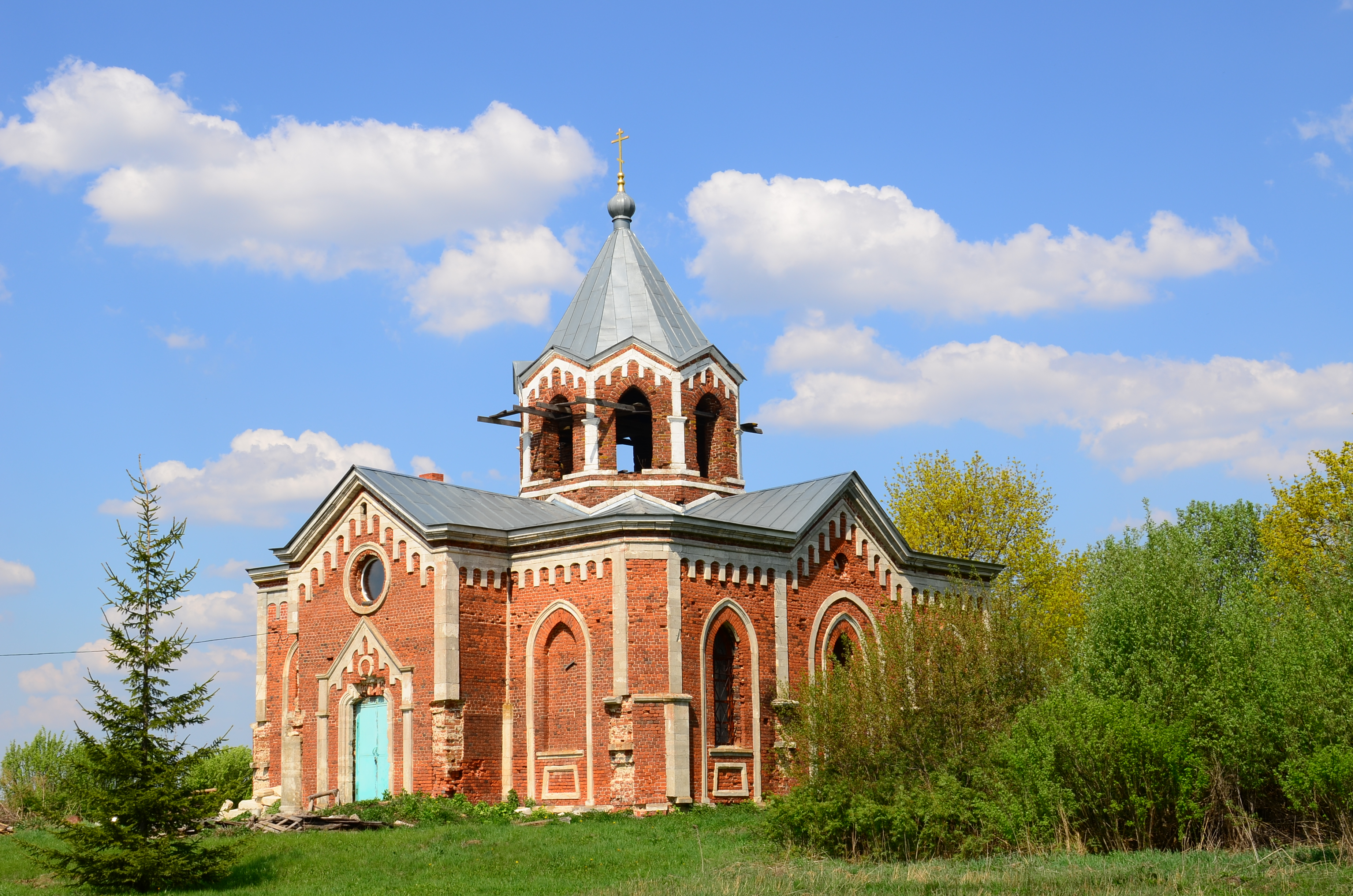
Церковь Покрова Пресвятой Богородицы в Злыхино

Злыхино впервые в исторических документах упоминается в окладных книгах 1676 года, в которых село Покровское названо Новым и значится вотчиной Романа Матова. В 1790 году числилось 14 дворов и 128 жителей, в 1858 году — 28 дворов и 138 жителей, в 1906 году — 36 дворов и 254 жителя. В 1930 году был образован колхоз «Моряк», с 1950 года в составе колхоза «Примерный труд», с 1960 года — совхоз «Большевик».
Деревянная Покровская церковь в селении известна с 1676 года (по ней село и называлось Покровское). Первая церковь сгорела в 1791 году, вскоре была построена вторая, тоже деревянная, которая также сгорела в 1857 году. Кирпичная центрическая церковь в русском стиле, с Екатерининским приделом, была построена в 1860 году, в 1930-х закрыта, с 1999 года — вновь действующая, памятник архитектуры регионального значения